# Migdolus goyanus
Migdolus goyanus är en skalbaggsart som beskrevs av Dias 1984. Migdolus goyanus ingår i släktet Migdolus och familjen långhorningar. Inga underarter finns listade i Catalogue of Life.